# Toyen

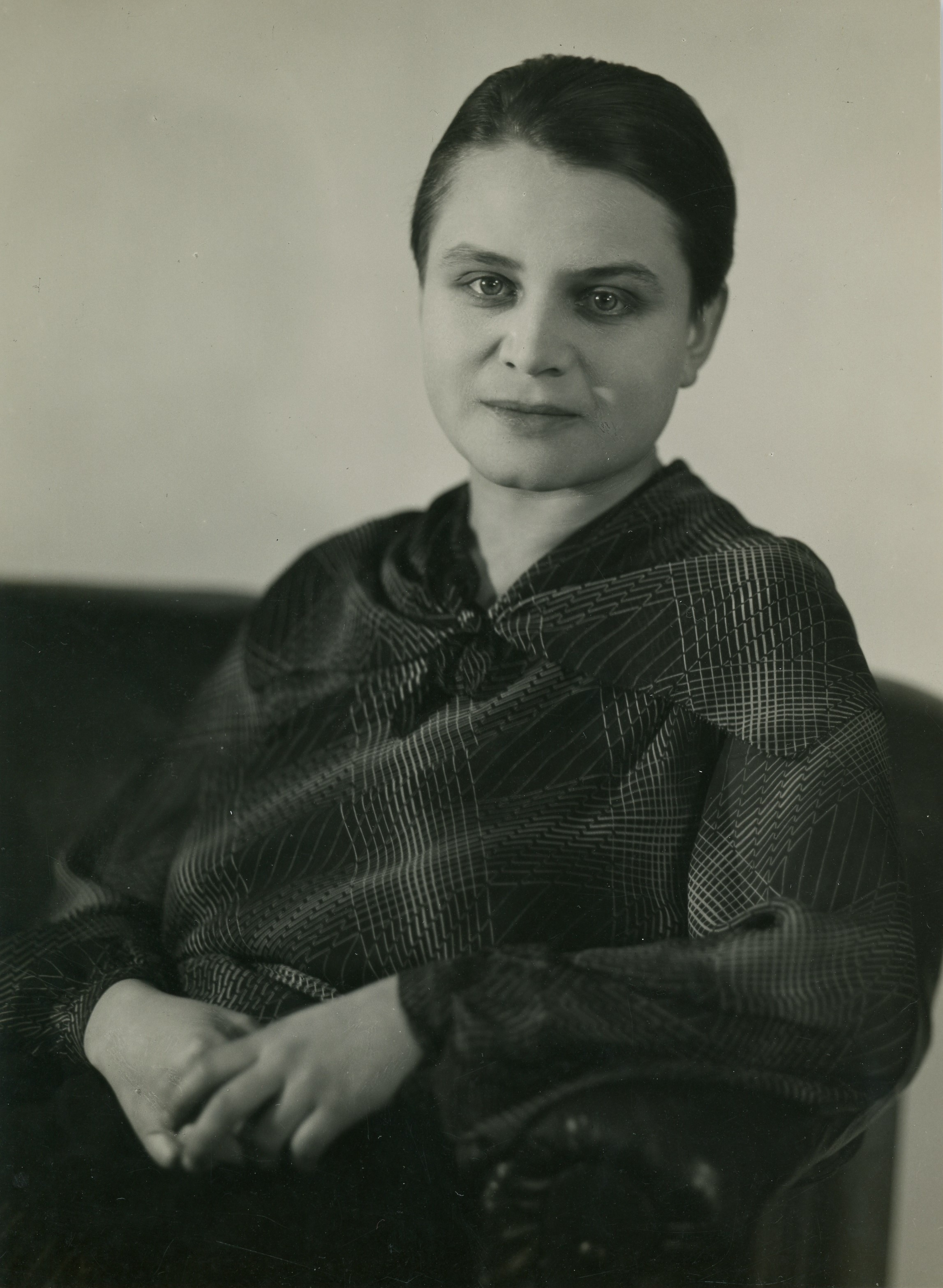

Toyen, echte naam Marie Čermínová (Praag, 21 september 1902 - Parijs, 9 november 1980) was een Tsjecho-Slowaakse surrealistische schilderes, tekenares en graficus en vertegenwoordiger van het poëtisme. Samen met Jindřich Štyrský creëerden zij tijdens hun verblijf in Parijs hun eigen  artistieke stroming, het artificialisme.

## Leven
Marie Čermínová werd in 1902 in Praag geboren. Op 17-jarige leeftijd keerde zij zich af van haar familie en zocht een leven buiten de bourgeoisie. Rond 1920 ging zij naar de School voor Toegepaste Kunsten in Praag. In 1922 ontmoette zij de dichter Jindřich Štyrský, met wie zij een hechte artistieke vriendschap onderhield tot aan zijn dood in 1942. Beiden werkten in de radicale en avant-gardistische Tsjechische groep Devětsil. Zij veranderde haar naam in Toyen, een afleiding van het Franse citoyen (burger), en vermeed zo de geslachtstoewijzing van haar naam.
In 1925 verhuisde zij met Štyrský naar Parijs, waar zij deelnam aan tentoonstellingen en ook haar eerste solotentoonstelling had. Zij ontwierpen "poëtisch artificialisme - een alternatief voor abstractie en surrealisme".
Ze keerde terug naar Praag in 1929. Zij nam deel aan verschillende tentoonstellingen en was als enige vrouw betrokken bij de oprichting van de Tsjecho-Slowaakse surrealistische groep in 1934. Zij bleef in contact met André Breton en Paul Éluard. Samen publiceerden zij het Bulletin international du surréalisme. Vanaf die tijd was Toyen betrokken bij alle internationale tentoonstellingen van de surrealisten, zoals de Exposition Internationale du Surréalisme 1938 in Parijs. 
Na de Duitse bezetting van Tsjecho-Slowakije en de bezetting van Praag door de nationaalsocialisten in 1939, bleef Toyen ondergronds en kon hij niet langer in het openbaar werken. Ze verborg de Joodse kunstenaar collega Jindřich Heisler in haar flat.
Vanaf 1947 woonde zij weer in Parijs, ook om het stalinisme in haar land te ontvluchten. Ze was een belangrijk figuur in de Parijse surrealistische groep. Toyen overleed in 1980 op 78-jarige leeftijd en ligt begraven in het cimetière des Batignolles in Parijs.

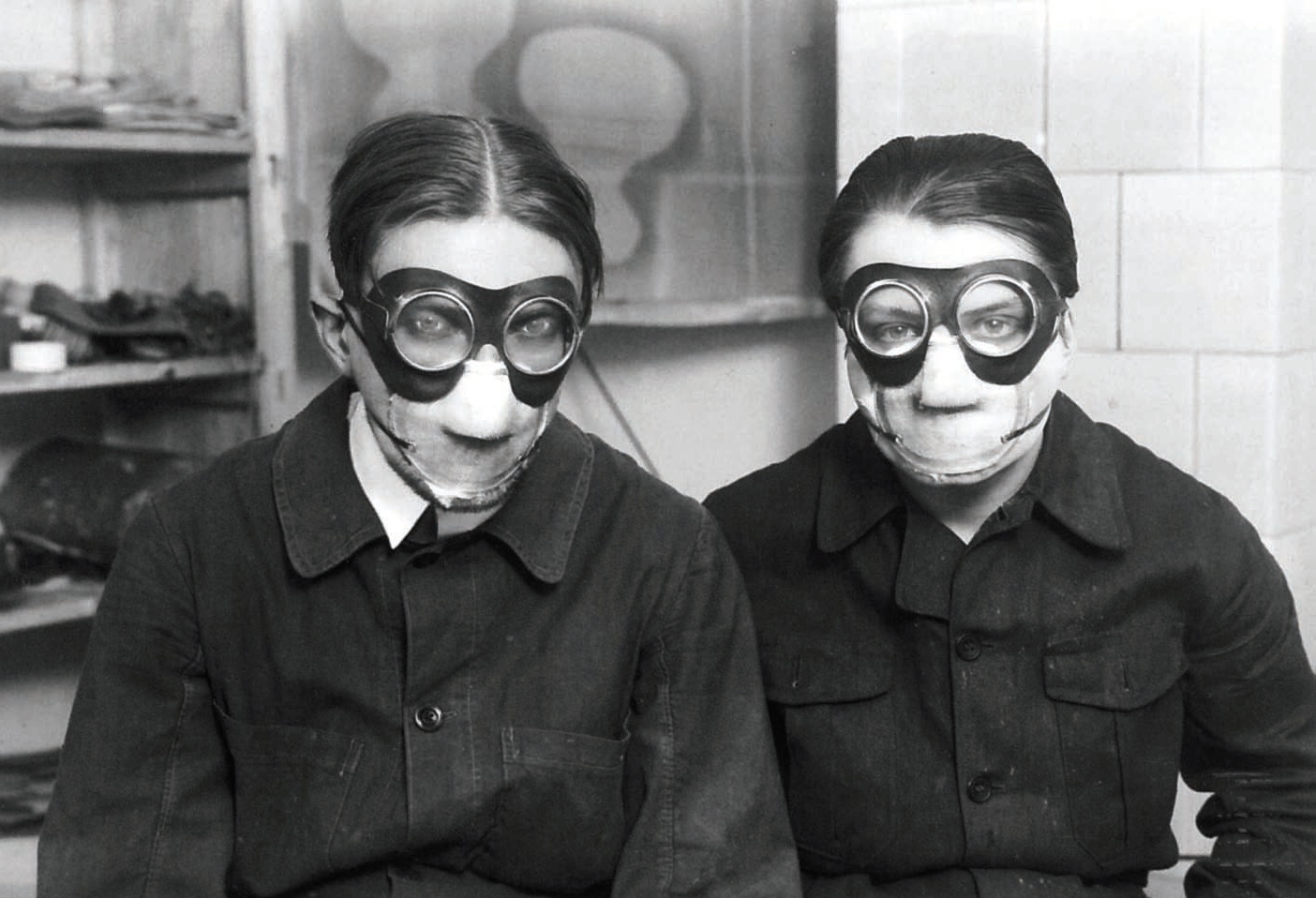
Toyen met Jindřich Štyrský in 1929

## Werk
Toyen begon haar eerste werken onder kubistische invloed, die werd gevolgd door een korte wending naar het primitivisme. Vanaf 1925 ontwikkelde zij in Parijs, in samenwerking met Štyrský, meer experimentele schildermethoden en het concept van het artificialisme. In sommige opzichten liep haar werk vooruit op de naoorlogse Informele schilderkunst. Vanaf 1930 keerde het representationalisme terug in haar werk, en vanaf die tijd kan zij worden gerekend tot het surrealisme. Vanaf 1945 kwamen er steeds meer elementen van collage in haar schilderijen. Toyen illustreerde tussen 1923 en 1950 meer dan 500 boeken.
De werken van Toyen gaan vaak over de thema's "seks, geweld, natuur, alchemie." Ze wordt beschouwd als "de belangrijkste kunstenaar van de Tsjechische avant-garde en een baanbrekend protagonist van het Franse naoorlogse surrealisme.

## Tentoonstellingen
- 1982: Štyrský Toyen Heisler. Centre Georges Pompidou, Parijs
- 24 september 2021 tot 13 februari 2022: Hamburger Kunsthalle, Hamburg[5]

- Bibsys: 90986225
- Bibliothèque nationale de France: cb11887730w (data)
- Catàleg d'autoritats de noms i títols de Catalunya: 981061119939706706
- CiNii: DA06034912
- Gemeinsame Normdatei: 118642944
- International Standard Name Identifier: 0000 0001 2018 890X
- Library of Congress Control Number: n50034328
- Nationale Bibliotheek van Letland: 000163945
- Bibliotheek van het Japanse parlement: 00458999
- Nationale Bibliotheek van Tsjechië: jk01132839
- Nationale bibliotheek van Australië: 35497370
- Nationale Bibliotheek van Israël: 987007302394805171
- Nationale Bibliotheek van Polen: a0000001220161
- Nationale en Universitaire bibliotheek Zagreb: 000459653
- Nederlandse Thesaurus van Auteursnamen: 067470408
- RKD-Nederlands Instituut voor Kunstgeschiedenis: 78055
- LIBRIS: 97517
- SNAC: w61r737r
- Système universitaire de documentation: 027455963
- Trove: 974701
- Union List of Artist Names: 500013325
- Virtual International Authority File: 112174326
- WorldCat: E39PBJjd9PRcJrkkhmp3HmRFrq